# Форстер, Марк
Марк Фо́рстер (англ. Marc Forster; род. 27 января 1969 или 30 ноября 1969, Иллертиссен, Бавария) — немецко-швейцарский кинорежиссёр и сценарист, ставший известным по фильмам «Бал монстров», «Волшебная страна», «Останься», «Персонаж», «Война миров Z», «Проповедник с пулемётом», «Бегущий за ветром» и «Квант милосердия».

## Жизнь и карьера
Форстер родился в немецком городе Иллертиссен, в Ной-Ульме района Баварии. Он был сыном немецкого врача и швейцарского архитектора, Форстер вырос в Давосе, зимнем курорте в восточной Швейцарии. Учился в известной швейцарской частной школе Institut Montana Zugerberg.
В 1990 году, когда ему было 20 лет, Форстер переехал в Нью-Йорк. В течение последующих трёх лет он посещал Нью-Йоркский университет кинематографии, создал несколько документальных фильмов. В 1995 году он переехал в Голливуд и снял первый фильм Loungers с бюджетом $ 10 000 который выиграл приз зрительских симпатий Slamdance. Первая полнометражная психологическая драма Форстера «Все вместе взятые», была номинирована на кинофестивале «Сандэнс».
Его первый известный фильм — «Бал монстров» (2002), в котором Хэлли Берри получила «Оскара» за лучшую женскую роль. Его следующий фильм, «Волшебная страна» (2004), в основу которого положена реальная история жизни автора Питера Пэна Джеймса Барри. Фильм был номинирован на пять наград «Золотой глобус» и семь премий Американской киноакадемии, в том числе премию «Оскар» за лучший фильм. Форстер получил номинацию BAFTA за лучшую режиссуру и номинацию «Золотой глобус» за лучшую режиссёрскую работу.
Следующий фильм Форстера, триллер «Останься» (2005), в главных ролях в котором снимались Юэн Макгрегор, Райан Гослинг и Наоми Уоттс, собрал 8 млн долларов в США. Сюрреалистическая романтическая комедия «Персонаж» (2006), в главных ролях с Уиллом Феррелом, собрала 54 млн долларов по всему миру.
Следующий фильм Форстера «Бегущий за ветром» — адаптация одноимённого бестселлера Халеда Хоссейни, сценарист Дэвид Бениофф, в главной роли снялся британский новичок Халид Абдалла. Главный герой фильма — афгано-американский человек, который возвращается к своей стране, разрушенной войной, чтобы спасти сына своего бывшего лучшего друга. «Бегущий за ветром» вышел на экраны 14 декабря 2007 года и собрал 73 млн долларов по всему миру.
Форстер снял двадцать второй фильм о Джеймсе Бонде, «Квант милосердия», который вышел в американском кинопрокате 2 января 2008 года, незадолго до его 39-го дня рождения, это сделало его самым молодым кинорежиссёром серии в истории Бондианы (побив предыдущий рекорд, который установил Гай Гамильтон, которому был 41 год, когда он снимал «Голдфингер», за пять лет до рождения Форстера). «Квант милосердия» был выпущен в Великобритании 31 октября 2008 года. Это была третья самая кассовая история о Бонде после фильмов «007: Координаты «Скайфолл»» и «Казино Рояль», которая собрала более чем $ 586 миллионов по всему миру.

## Благотворительность
Марк Форстер вместе с Рене Зеллвегер с 2005 года принимает участие в кампании по профилактике ВИЧ, которая организована Швейцарским федеральным департаментом здравоохранения.
Форстер является членом организации Красного Креста «Наш мир. Твой шаг», работает с международными благотворительными организациями, которые помогают голодным, больным, сиротам и бедным в Тибете и Непале.

## Фильмография
- Все вместе (2000)
- Бал монстров (2002)
- Волшебная страна (2004)
- Останься (2005)
- Персонаж (2006)
- Бегущий за ветром (2007)
- Квант милосердия (2008)
- Проповедник с пулемётом (2011)
- Война миров Z (2013)
- Вижу лишь тебя (2016)
- Кристофер Робин (2018)
- Мой ужасный сосед (2022)